# Birdman and the Galaxy Trio
Homem-Pássaro (Birdman and the Galaxy Trio, no original) é um série de desenho animado da Hanna-Barbera que fez sucesso na televisão durante a década de 1960. O programa originalmente dividia dois segmentos, um para Homem-Pássaro, o outro para o Galaxy Trio.

## Criação
Criado por Alex Toth e Hanna-Barbera, o desenho foi exibido de 1967 a 1969 no canal NBC. Os desenhos do Galaxy Trio faziam parte do show, mas o canal os exibia em dias separados.

## Características

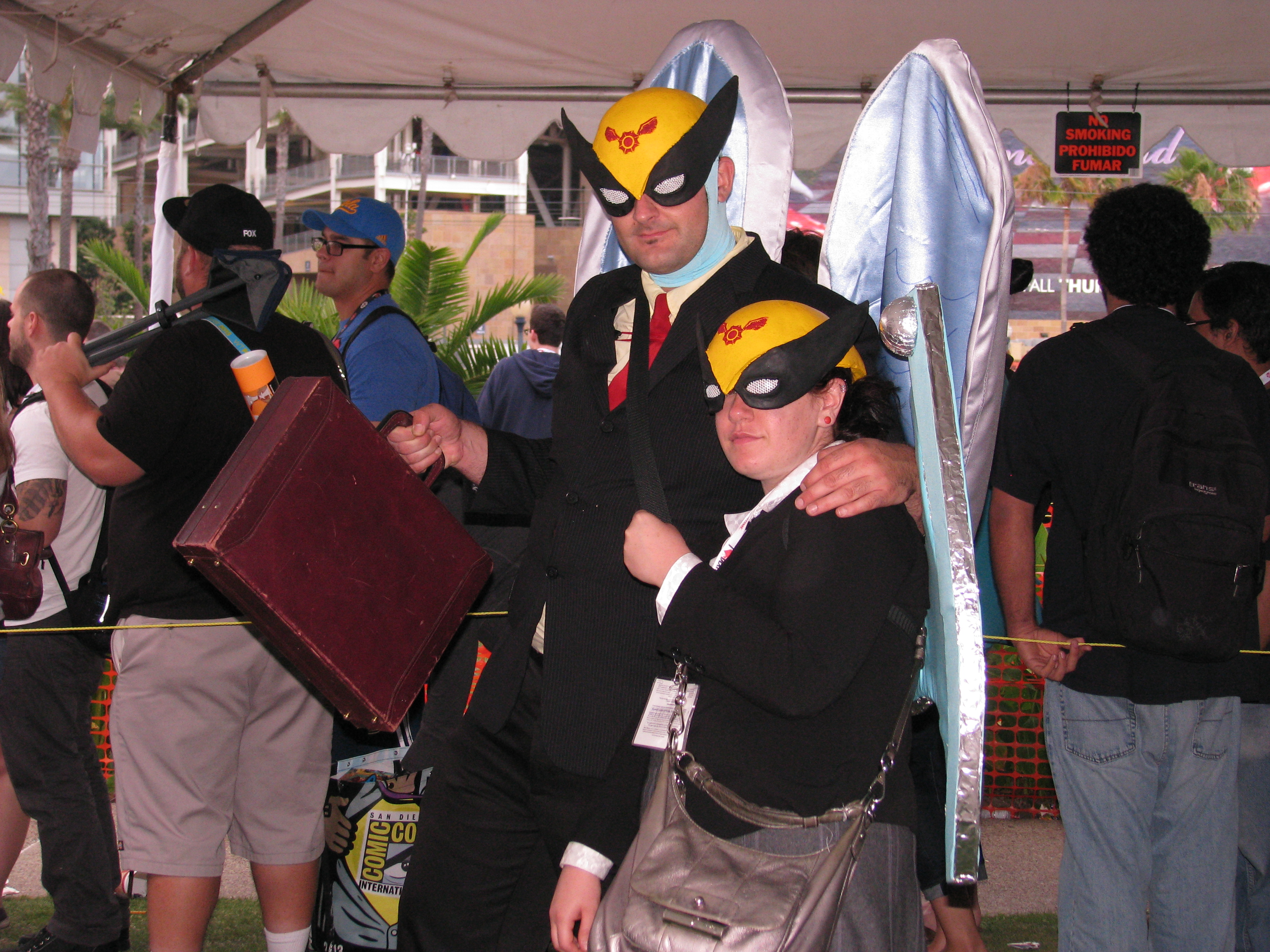
Birdman Cosplay e Seu Filho do Personagem Menino Pássaro.

A identidade secreta do Homem-Pássaro era Ray Randall, um humano comum que ganhou poderes de luz solar do deus do sol Rá. Ele pode disparar raios de luz ou se defender com um escudo solar. Foi recrutado por uma agência secreta para lutar contra o crime e seu contato é o agente Falcão 7.
Tem como ajudante o Birdboy (que recebeu seus poderes do Homem-Pássaro), e seu mascote é a ave Vingador (Avenger). O super-herói voa usando as imensas asas em suas costas.
O Homem-Pássaro deve recarregar seus poderes periodicamente através de exposição a luz solar.

## Poderes do Birdman
O super-herói apresenta:
- Absorção solar espontânea: capacidade mágica de absorver energia solar e converter em vigor corporal, resistência física a danos físicos, gerar potentes raios de calor concentrado através das mãos e dedos, controlar a temperatura de um ambiente ou equipamento e produzir um “escudo” solar protetor de grande resistência contra ataques.
- Antropozoomorfismo permanente: apresenta um corpo humano dotado de um par de asas proporcional a sua estatura.
- Voo: por possuir um par de asas é possível alçar grandes alturas e impulsionar-se através do ar em qualquer direção. As condições para realizar voo estão sujeitas as condições atmosféricas e a presença de luz solar direta.
- Regeneração ou fator de cura solar: capacidade de curar ferimentos e restaurar a própria saúde em alta velocidade desde que exposto à luz solar.
- Empatia linguística e emocional com o seu animal-aliado: habilidade de comunicar-se, compartilhar sentimentos e conduzir estrategicamente os ataques do seu falcão contra os seus adversários.
- Detecção do perigo e do medo: habilidade adquirida através das experiências de combate e de treinamento, como percepção da mentira e de armadilhas escondidas.

## Armas e dispositivos
O super-herói dispunha de:
- Base secreta: sob localização desconhecida, a "pássaro-caverna" ficava dentro de um vulcão extinto, no meio de uma cadeia de montanhas rochosas nos EUA. Lá vivia o Birdman ao lado do inseparável pássaro Vingador e, posteriormente, também do Menino-Pássaro. Dentre os equipamentos, o Birdman possuía uma mini-central de comunicação permanente com o chefe da organização, o Falcão 7.
- Braceletes: esse dispositivo mantinha reservas de energia solar para eventuais batalhas noturnas e o auxiliava no direcionamento das rajadas de calor.
- Comunicador portátil: localizava-se num dos braceletes e estava a serviço de enviar e receber informes da agência governamental que o recrutava para diferentes missões ou convocar/conhecer o paradeiro dos seus aliados.

## Inimigos e desafios
O super-herói era designado a enfrentar ostensivamente:
- Seres alienígenas
- Organizações terroristas
- Animais monstruosos e mutantes
- Cientistas com armas e/ou naves fantásticas
- Criminosos ocasionais ou reincidentes

## Fraquezas
A fonte dos poderes do super-herói por ser de conhecimento público o tornava alvo de armadilhas com o intuito de mantê-lo afastado dos raios solares e, assim, incapacitá-lo a utilizar seus poderes e habilidades. 

## Harvey Birdman, Attorney at Law
É o personagem principal da série Harvey Birdman, Attorney at Law, transmitida pelo Cartoon Network estadunidense. Foi transmitido no Brasil no bloco Adult Swim do Cartoon Network Brasil.

## Galaxy Trio
Um grupo de 3 heróis extraterrestres: Homem-Vapor, Homem-Meteoro e Flutuadora, patrulhavam o espaço num cruzador chamado Condor.

## Dubladores

### Nos Estados Unidos
- Homem-Pássaro: Keith Andes
- o falcão Vingador: Mike Road
- Menino-Pássaro: Dick Beals
- Falcão-7: Don Messick

### No Brasil
- Homem-Pássaro: Márcio Seixas
- o falcão Vingador: efeitos vocais de Mike Road mantidos no original
- Menino-Pássaro: Luís Manuel
- Falcão-7: Pietro Mário

- Versão Brasileira: Herbert Richers

### Lista de episódios
1 - A Ameaça Dr Millenium
2 - X, O Eliminador
3 - O Apresentador Implacável
4 - Apresento-lhes Morto, O Saqueador
5 - Cumulus, o Rei da Tempestade
6 - Nitron, a Bomba Humana
7 - Contra Mammer
8 - A Ameaça
9 - O Ladrão de Cérebros
10 - Uma Luta Desigual
11 - Um Caso Muito Estranho
12 - O Inimigo do Direito
13 - Reductudo
14 - Serpente das Profundezas
15 - Hannibal, O Caçador
16 - O Musgo Púrpura
17 - O Incrível Magnetróide
18 - Vulturo, Príncepe das Trevas
19 - Dr. Freezoids
20 - Asas do Medo
21 - O Número Um
22 - Perigo Por Todos os Lado
23 - Duplicador Mortal
24 - Trio Mortal
25 - Mestre de Maldade
26 - O Camaleão
27 - Homem Pássaro Encontra Menino Pássaro
28 - Imperatriz do Mal
29 - Moréia Mortífera
30 - O Monstro da Montanha
31 - A Vingança do Dr Millenium
32 - A Volta de Vulturo
33 - O Macaco Formiga
34 - O Oeste Bravio
35 - A Volta de Morto
36 - Perigo do Espaço
37 - Mentor, Usurpador de Pensamentos
38 - A Conspiração
39 - Uma Questão de Velocidade
40 - Nitron, a Bomba Humana
41 - A Chegada

## Na Televisão
- SBT atualmente no Sábado Animado
- Rede Globo no programa A Turma do Balão Mágico, Xou da Xuxa e TV Colosso
- TV Bandeirantes com a Estação Criança
- Cartoon Network
- Boomerang
- Tooncast